# عارض ترويجي
عارضة ترويجية (بالإنجليزية: Promotional model)‏ هي عارضة يتم التعاقد معها لدفع الطلب على سلعة استهلاكية أو منتج أو خدمة أو علامة تجارية من خلال التفاعل المباشر مع المستهلكين المحتملين. والغالبية العظمى من العارضات الترويجيات يكن جذابات في المظهر الخارجي. إنها تعمل على توفير معلومات عن المنتج أو الخدمة وجعلها جذابة للمستهلكين. في حين أن طول التفاعل قد يكون قصيرا فإن العارضة الترويجية توفر تجربة حية تنعكس على المنتج أو الخدمة التي تمثلها.